# 紅巾軍
紅巾軍，又稱作紅軍、紅巾賊，是元朝末年反抗元朝的主要起事力量，因樹立紅旗，頭綁紅巾，故稱作「紅巾」或「紅軍」，又因焚香聚眾，又稱作香軍。

## 背景
紅巾軍的背景，起於元顺帝在位期间朝纲敗壞、稅賦沉重，加上天災不斷。紅巾軍最初起於北方，以韓山童、劉福通等為首領，宣傳「彌勒佛降生，明王出世」等教義，預備造反。

## 过程
至正十一年（1351年）五月，元顺帝命工部尚书賈魯治黃河，動用大量民夫，造成不滿。白莲教主韩山童与地主刘福通、离职官僚杜遵道等人決定在颍上（今属安徽）发动起义。事敗，韓山童被殺。劉福通、杜遵道帶韓山童之子韓林兒殺出重圍，韩林儿随母亲杨氏逃往武安，刘福通等佔領颍州（今安徽阜阳），許多人紛紛加入，在安徽、河南一帶流竄，而北方其他起事如徐州的芝麻李、彭大，濠州（今安徽凤阳）的郭子興等，均稱紅巾起義，或稱紅巾之亂。
繼北方紅軍之後，南方長江流域也紛紛打著紅軍的旗號起事。如彭瑩玉、徐壽輝等在湖北起事，徐壽輝稱帝，國號天完。此外，王權在南陽地區的「北瑣紅軍」、孟海马在荊州襄陽一帶的「南瑣紅軍」等。
元朝隨即鎮壓紅軍起事，由也先帖木兒率兵攻劉福通紅軍，節節勝利，宰相脫脫督戰攻徐州，殺芝麻李，並由賈魯攻濠州，答失八都魯攻滅南北瑣紅軍，南方元軍與徐壽輝軍隊則互有勝負。
至正十五年（1355年）戰局有所轉變，杜遵道、劉福通先立韓林兒為帝，号小明王，国号宋，都亳州，改元龙凤，杜遵道为丞相，后被刘福通所杀。其後數戰後，擊敗答失八都魯的軍隊，並展開反攻，甚至逼近元大都（今北京）。關鐸率領的部隊進入高麗並一度攻陷開城。南方紅軍則在湖廣獲得勝利，朱元璋則繼承了已病逝的郭子興在軍中的地位，渡過長江，佔領集慶（今江蘇南京）。
至正十七年（1357年）前後，在北方以察罕帖木兒（李察罕）、孛羅帖木兒、李思齊等為首的元軍將領，開始對北方紅軍展開反攻。但李思齊等人當時已不聽中央統一號令，常常各自為政。与此同时，紅軍內部也發生爭執並分裂，勢力漸弱。至正二十三年（1363年），北方紅軍在安豐之役中敗給新興並降元的張士誠，劉福通戰死，韓林兒投奔朱元璋，隨後溺斃於長江。南方紅軍將領陳友諒則於1360年，殺徐壽輝後取而代之。
此後群雄稱王，各路諸侯相戰，已漸失去原本紅巾軍的性質。